# 5111 Jacliff
5111 Jacliff è un asteroide della fascia principale. Scoperto nel 1987, presenta un'orbita caratterizzata da un semiasse maggiore pari a 2,3539514 UA e da un'eccentricità di 0,1265287, inclinata di 5,80910° rispetto all'eclittica.